# Thripidae
Famille
Les Thripidae   sont une famille d'insectes thysanoptères.
C'est la famille de thrips la plus riche en espèces, avec plus de 290 genres représentent un peu plus de deux mille espèces
Celles-ci se distinguent des autres thrips par un oviscapte en forme de scie courbée vers le bas, des ailes étroites à deux nervures, et des antennes de six à dix antennomères avec des cônes sensoriels fourchus en forme de stylet sur les antennaires III et IV.
On considère que les membres de cette famille sont les plus évolués des thrips, ayant développé des traits caractéristiques de spécialisation comme phytophages cryptophiles, vivant dans des espaces réduits à la base des feuilles ou à l'intérieur des fleurs,.
Plusieurs de ces espèces sont des ravageurs ayant un impact économiquement significatif en agriculture, certaines d'entre elles sont considérées comme des espèces envahissantes.
Presque toutes sont des thrips typiques, appartenant à la plus importante sous-famille, celle des Thripinae.

## Systématique

### Liste des sous-familles
Selon ITIS (14 août 2013) :
- sous-famille Panchaetothripinae Bagnall, 1912
- sous-famille Thripinae Karny, 1921.

Selon NCBI (14 août 2013) :
- sous-famille Dendrothripinae
- sous-famille Panchaetothripinae
- sous-famille Sericothripinae
- sous-famille Thripinae.

### Liste des genres
Selon Catalogue of Life (14 août 2013) :
- genre Adelphithrips
- genre Anaphothrips
- genre Anaphrygymothrips
- genre Anascirtothrips
- genre Anisopilothrips
- genre Apterothrips
- genre Aptinothrips
- genre Arorathrips
- genre Arpediothrips
- genre Asprothrips
- genre Aurantothrips
- genre Baileyothrips
- genre Baliothrips
- genre Belothrips
- genre Bolacothrips
- genre Bravothrips
- genre Bregmatothrips
- genre Caliothrips
- genre Caprithrips
- genre Catinathrips
- genre Ceratothripoides
- genre Ceratothrips
- genre Chaetanaphothrips
- genre Chaetisothrips
- genre Chilothrips
- genre Chirothrips
- genre Ctenothrips
- genre Danothrips
- genre Dendrothripoides
- genre Dendrothrips
- genre Dichromothrips
- genre Dikrothrips
- genre Dinurothrips
- genre Drepanothrips
- genre Echinothrips
- genre Elixothrips
- genre Ethirothrips
- genre Ewartithrips
- genre Firmothrips
- genre Frankliniella
- genre Glaucothrips
- genre Heliothrips
- genre Hemianaphothrips
- genre Hercinothrips
- genre Hoodothrips
- genre Iridothrips
- genre Karphothrips
- genre Kurtomathrips
- genre Leucothrips
- genre Limothrips
- genre Lomatothrips
- genre Megalurothrips
- genre Microcephalothrips
- genre Monilothrips
- genre Mycterothrips
- genre Neohydatothrips
- genre Nesothrips
- genre Odontoanaphothrips
- genre Odontothrips
- genre Organothrips
- genre Oxythrips
- genre Palmiothrips
- genre Parthenothrips
- genre Pezothrips
- genre Physemothrips
- genre Plesiothrips
- genre Proscirtothrips
- genre Prosopoanaphothrips
- genre Prosopothrips
- genre Pseudanaphothrips
- genre Pseudothrips
- genre Psilothrips
- genre Psydrothrips
- genre Retithrips
- genre Rhamphothrips
- genre Rhaphidothrips
- genre Rhipiphorothrips
- genre Salpingothrips
- genre Scirtothrips
- genre Scolothrips
- genre Selenothrips
- genre Sericopsothrips
- genre Sericothrips
- genre Sigmothrips
- genre Synaptothrips
- genre Taeniothrips
- genre Tameothrips
- genre Tenothrips
- genre Thrips
- genre Tmetothrips
- genre Toxonothrips
- genre Trichromothrips
- genre Xerothrips
- genre Zonothrips